# Тврђава музике
Тврђава музике је музички фестивал који се сваког лета, обично у првој половини августа, одржава у Смедереву, на простору Малог града Смедеревске тврђаве. Први пут је приређен 2019. године.

## Досадашња издања фестивала
| Година    | Датуми                                         | Извођачи                                       | Изв.                                           |
| --------- | ---------------------------------------------- | ---------------------------------------------- | ---------------------------------------------- |
| 2019. (1) | 24. јул                                        | Звуци Балкана ·                                | [ 1 ]                                          |
| 2019. (1) | 25. јул                                        | · Јован Маљоковић бенд                         | [ 1 ]                                          |
|           |                                                |                                                |                                                |
| 2020.     | Фестивал није одржан због пандемије ковида 19. | Фестивал није одржан због пандемије ковида 19. | Фестивал није одржан због пандемије ковида 19. |
|           |                                                |                                                |                                                |
| 2021. (2) | 7. август                                      | Врело                                          | [ 2 ]                                          |
| 2021. (2) | 8. август                                      | Никола Пејаковић Коља                          | [ 2 ]                                          |
| 2021. (2) | 9. август                                      | Марко Луис                                     | [ 2 ]                                          |
|           |                                                |                                                |                                                |
| 2022. (3) | 8. август                                      | Мишко Плави трио и Ана Станић                  | [ 3 ]                                          |
| 2022. (3) | 9. август                                      | · ОПС                                          | [ 3 ]                                          |
| 2022. (3) | 10. август                                     | Ничим изазван                                  | [ 3 ]                                          |
|           |                                                |                                                |                                                |
| 2023. (4) | 10. август                                     | С.А.Р.С.                                       | [ 4 ]                                          |
| 2023. (4) | 11. август                                     | Диванхана                                      | [ 4 ]                                          |
| 2023. (4) | 12. август                                     | Артан Лили                                     | [ 4 ]                                          |
| 2023. (4) | 13. август                                     | Сале и Седлари                                 | [ 4 ]                                          |
|           |                                                |                                                |                                                |
| 2024. (5) | 9. август                                      | Кал · Рамбо Амадеус                            | [ 5 ]                                          |
| 2024. (5) | 10. август                                     | Зое Кида · Ида Престер и                       | [ 5 ]                                          |
| 2024. (5) | 11. август                                     | · Партибрејкерс                                | [ 5 ]                                          |
|           |                                                |                                                |                                                |
| 2025. (6) | 8. август                                      | Влатко Стефановски трио · Зана                 | [ 6 ]                                          |
| 2025. (6) | 9. август                                      | · Буч Кесиди                                   | [ 6 ]                                          |